# دین فودز
دین فودز (انگلیسی: Dean Foods) شرکت صنایع غذایی آمریکایی است، که در سال ۱۹۲۵ تأسیس شد.